# Strzelectwo na Letnich Igrzyskach Olimpijskich 2016 – pistolet pneumatyczny, 10 m (mężczyźni)
Strzelanie z pistoletu pneumatycznego z 10 metrów mężczyzn – konkurencja rozegrana 6 sierpnia 2016 roku podczas letnich igrzysk w Rio de Janeiro.
W kwalifikacjach wystąpiło 46 zawodników. Każdy z nich miał 60 strzałów, które były oddawane pistoletem pneumatycznym z odległości 10 metrów. Maksymalna wartość za pojedynczy strzał wynosiła 10 punktów. Przy jednakowej ilości zdobytych punktów co najmniej dwóch zawodników decydowała liczba strzałów trafionych w pole o wartości 10 punktów. Do finału awansowało ośmiu najlepszych strzelców.
W decydującej rundzie każdy strzelec miał dodatkowe 20 strzałów. Pojedynczy strzał był punktowany maksymalnie 10,9 punktu.
Złoty medal zdobył Wietnamczyk Hoàng Xuân Vinh, srebrny – Brazylijczyk Felipe Wu, a brązowy – Chińczyk Pang Wei. Dla reprezentacji Wietnamu był to pierwszy w historii złoty medal zdobyty na letnich igrzyskach olimpijskich.

## Terminarz
| Data            | Godzina |              |
| --------------- | ------- | ------------ |
| 6 sierpnia 2016 | 18:00   | Kwalifikacje |
| 6 sierpnia 2016 | 20:30   | Finał        |

## Rekordy
Rekordy świata i olimpijskie przed rozpoczęciem zawodów:
Runda kwalifikacyjna – 60 strzałów
| WR | Jin Jong-oh        | 594 | Changwon | 12 kwietnia 2009 |
| OR | Michaił Niestrujew | 591 | Ateny    | 14 sierpnia 2004 |

Runda finałowa – 20 strzałów
| WR | Jin Jong-oh | 206,0 | Changwon | 12 kwietnia 2009 |
| OR | brak        | –     | –        | –                |

## Wyniki
Źródło: 

### Kwalifikacje
| Pozycja | Zawodnik           | Reprezentacja     | Suma    | Uwagi |
| ------- | ------------------ | ----------------- | ------- | ----- |
| 1       | Pang Wei           | Chiny             | 590-27x | Q     |
| 2       | Jin Jong-oh        | Korea Południowa  | 584-24x | Q     |
| 3       | Juraj Tužinský     | Słowacja          | 582-23x | Q     |
| 4       | Hoàng Xuân Vinh    | Wietnam           | 581-18x | Q     |
| 5       | Giuseppe Giordano  | Włochy            | 580-24x | Q     |
| 6       | Jitu Rai           | Indie             | 580-22x | Q     |
| 7       | Felipe Wu          | Brazylia          | 580-19x | Q     |
| 8       | Władimir Gonczarow | Rosja             | 580-17x | Q     |
| 9       | Dimitrije Grgić    | Serbia            | 579-20x |       |
| 10      | Pablo Carrera      | Hiszpania         | 579-18x |       |
| 11      | João Costa         | Portugalia        | 578-21x |       |
| 12      | Will Brown         | Stany Zjednoczone | 577-23x |       |
| 13      | Júlio Almeida      | Brazylia          | 577-20x |       |
| 14      | Ołeh Omelczuk      | Ukraina           | 577-20x |       |
| 15      | Ruslan Lunyov      | Azerbejdżan       | 577-19x |       |
| 16      | Pu Qifeng          | Chiny             | 577-19x |       |
| 17      | Kim Song-guk       | Korea Północna    | 577-18x |       |
| 18      | Jay Shi            | Stany Zjednoczone | 577-17x |       |
| 19      | Lee Dae-myung      | Korea Południowa  | 577-12x |       |
| 20      | Gurpreet Singh     | Indie             | 576-21x |       |
| 21      | Yusuf Dikeç        | Turcja            | 576-17x |       |
| 22      | Tomoyuki Matsuda   | Japonia           | 576-14x |       |
| 23      | Władimir Isaczenko | Kazachstan        | 575-19x |       |
| 24      | İsmail Keleş       | Turcja            | 575-18x |       |
| 25      | Damir Mikec        | Serbia            | 575-18x |       |
| 26      | Trần Quốc Cường    | Wietnam           | 575-16x |       |
| 27      | Kim Jong-su        | Korea Północna    | 575-15x |       |
| 28      | Johnathan Wong     | Malezja           | 574-17x |       |
| 29      | Cotne Maczawariani | Gruzja            | 574-16x |       |
| 30      | Samy Abdel Razek   | Egipt             | 574-14x |       |
| 31      | Władimir Isakow    | Rosja             | 574-12x |       |
| 32      | Atallah Al-Anazi   | Arabia Saudyjska  | 573-18x |       |
| 33      | Ye Tun Naung       | Mjanma            | 572-19x |       |
| 34      | Samuił Donkow      | Bułgaria          | 572-19x |       |
| 35      | Pawło Korostyłow   | Ukraina           | 572-14x |       |
| 36      | Blake Blackburn    | Australia         | 570-10x |       |
| 37      | Jorge Grau         | Kuba              | 569-16x |       |
| 38      | Pavol Kopp         | Słowacja          | 569-12x |       |
| 39      | Rafael Lacayo      | Nikaragua         | 569-8x  |       |
| 40      | Raszyd Junusmietow | Kazachstan        | 567-16x |       |
| 41      | Piotr Daniluk      | Polska            | 567-14x |       |
| 42      | Miklós Tátrai      | Węgry             | 567-9x  |       |
| 43      | Marko Carrillo     | Peru              | 566-11x |       |
| 44      | Daniel Repacholi   | Australia         | 565-13x |       |
| 45      | Ahmed Mohamed      | Egipt             | 564-13x |       |
| 46      | David Muñoz        | Panama            | 563-15x |       |

### Finał
| Pozycja | Zawodnik           | Reprezentacja    | Suma  | Uwagi |
| ------- | ------------------ | ---------------- | ----- | ----- |
|         | Hoàng Xuân Vinh    | Wietnam          | 202,5 | OR    |
|         | Felipe Wu          | Brazylia         | 202,1 |       |
|         | Pang Wei           | Chiny            | 180,4 |       |
| 4       | Juraj Tužinský     | Słowacja         | 159,4 |       |
| 5       | Jin Jong-oh        | Korea Południowa | 139,8 |       |
| 6       | Giuseppe Giordano  | Włochy           | 118,4 |       |
| 7       | Władimir Gonczarow | Rosja            | 98,9  |       |
| 8       | Jitu Rai           | Indie            | 78,7  |       |